# Liste der Monuments historiques in Ernolsheim-Bruche
Die Liste der Monuments historiques in Ernolsheim-Bruche führt die Monuments historiques in der französischen Gemeinde Ernolsheim-Bruche auf.

## Liste der Bauwerke
| Bezeichnung       | Beschreibung | Standort                                     | Kennzeichnung | Schutzstatus | Datum | Bild           |
| ----------------- | --- | -------------------------------------------- | ------------- | ------------ | ----- | -------------- |
| Schloss Kolbsheim | Schloss mit Nebengebäuden, Gärten und Parkanlage, Anfang des 18. Jahrhunderts; hauptsächlich auf der Gemarkung von Kolbsheim, der Südteil des Parks zu Ernolsheim-Bruche | Kolbsheim, Rue de la Division Leclerc (Lage) | PA67000067    | Inscrit      | 2006  | weitere Bilder |
| Schloss Urnedorf  | Hauptgebäude von 1554, Teile der Ummauerung des 15. Jahrhunderts mit drei Türmen                                                                                         | 1, rue du Château (Lage)                     | PA00084705    | Inscrit      | 1936  | weitere Bilder |